# 贵南高速铁路
贵南高速铁路，又称贵南客运专线，是一条连接贵州省贵阳市和广西壮族自治区南宁市的高速铁路。全长约512公里，其中新建线路482公里，设计行车时速350公里，是中国西南地区第一条设计时速350公里的高速铁路，也是“八纵八横”中的包（银）海通道组成部分，于2023年全线通车，其中貴陽至荔波段于2023年8月8日开始载客运营，荔波至南宁段于2023年8月31日载客运行。

## 概况

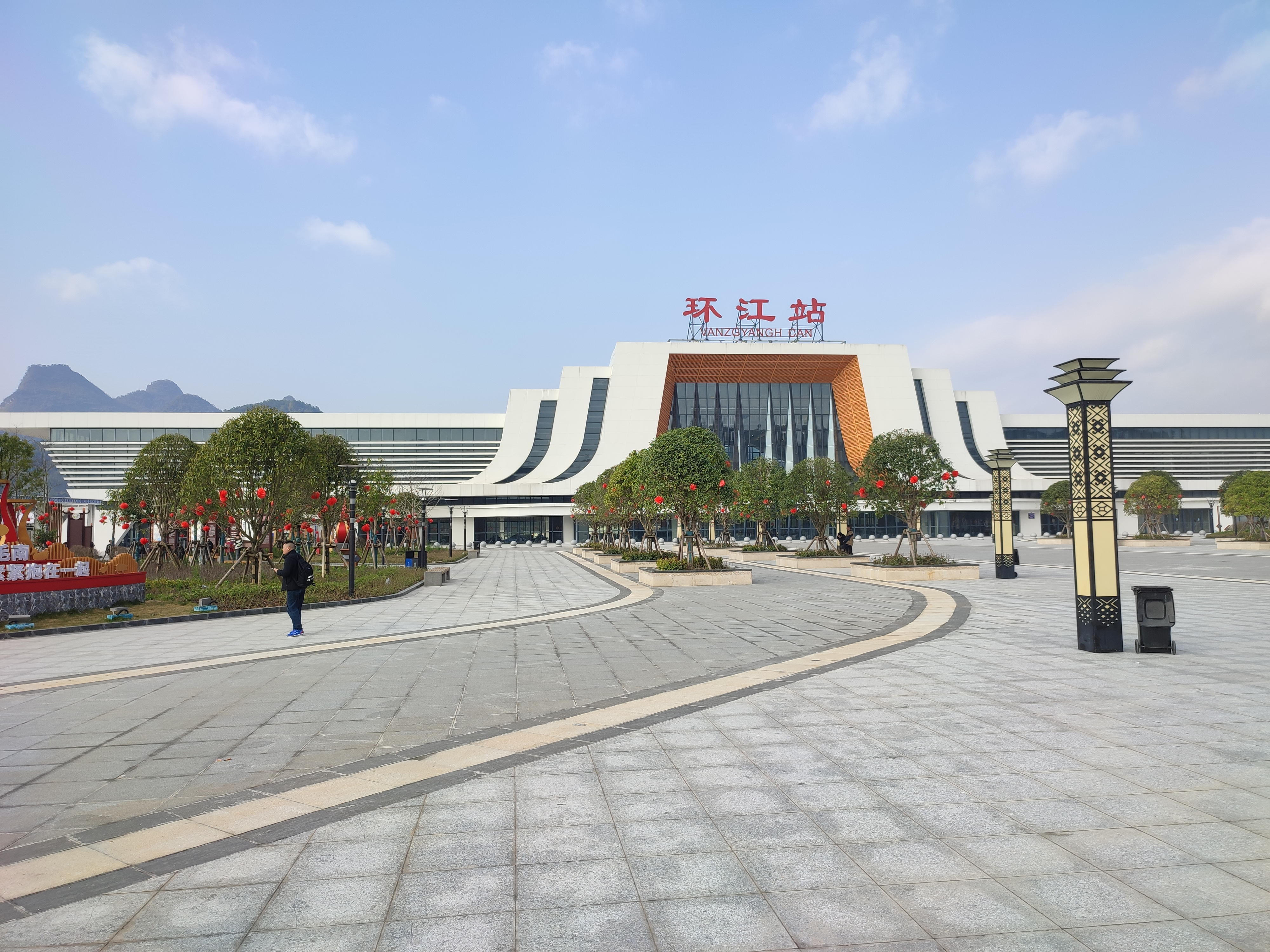
环江站

贵南高铁北起龙里北站，南至南宁东站，途径贵州省都匀市、独山县、荔波县，广西壮族自治区环江县、金城江区、都安县、马山县、武鸣区。正线全长约482公里，其中贵州段长约199.3公里，广西段长约281.5公里，建成后南宁到贵阳将控制在三个小时内。

## 历史
2015年12月31日，贵南客运专线环境影响评价公众参与第二次公示。
2016年3月29日，贵南客运专线环境影响报告书公示。3月30日，环保部受理贵南高铁项目已完成了技术评估。5月30日，因广西南宁盛天东郡小区居民投诉集中，其审查程序已被中止。投诉主要反映“项目的选线不合理”、“距离居民区和学校较近”、“公众参与不足”等问题。9月14日，国家发展改革委批复新建贵阳至南宁铁路可行性研究报告。12月29日，贵阳至南宁高速铁路开工建设。
2017年1月8日，环境保护部批复新建铁路贵阳至南宁客运专线环境影响报告书。6月，项目初步设计获得中国铁路总公司、贵州省人民政府、广西壮族自治区人民政府联合批复。
2021年7月26日，贵南高铁最长隧道顺利贯通。10月27日，广西段无砟轨道工程正式启动。11月22日，贵南高铁九万大山三号隧道顺利贯通，成为九万大山隧道群首座贯通的隧道。
2022年3月24日，全长17012米的贵南高铁最长隧道九万大山一号隧道顺利贯通。3月25日，贵州段“四电”工程启动。4月19日，广西段正线桥梁工程全面竣工。5月8日，中国西南首座超大富水岩溶隧道，贵南高铁朝阳隧道历时5年零5个月顺利贯通。8月16日，广西段开始铺轨。8月17日，全长15485米的广西最长铁路隧道，贵南高铁九万大山四号隧道，历时4年安全贯通。至此，贵南高铁全线108座隧道全部贯通。九万大山四号隧道穿越断层和地质接触带6处，所处的九万大山地带是中国南方喀斯特7个世界自然遗产区之一，地质条件异常复杂，施工难度极大。8月26日，贵南高铁全线开始铺轨。10月13日，进入接触网架设阶段。12月13日，正线桥梁全部贯通。
2023年1月5日，贵南高铁最长隧道九万大山一号隧道无砟轨道道床施工全部完成。1月12日，广西段接触网工程正式进入冷滑试验阶段。1月25日，广西段无砟轨道铺设完毕。2月3日，贵阳至南宁高速铁路广西段顺利完成铺轨。2月10日，广西段开始静态验收；2月16日，贵州段开始静态验收，贵南高铁全线进入静态验收阶段。3月21日，贵南高铁引入南宁枢纽南宁站、南宁东站所有行车径路正式与既有线及站场成功接轨连通。4月2日，新建贵南高铁贵州段接触网冷滑试验正式开启。4月22日，贵州段进入联调联试阶段。5月8日，广西段接触网热滑试验顺利完成。5月10日，贵南高铁全线联调联试正式开始。6月12日，贵南高铁开始进行全线拉通试验。6月26日，贵南高铁龙里北至荔波段联调联试圆满结束，正式进入运行试验阶段。7月5日，贵南高铁贵州段进入按图行车试验阶段。
2023年8月8日，貴南高鐵貴陽至荔波段正式通車，來往貴陽至荔波車程最快1小時以內。8月31日，贵南高铁荔波至南宁段正式通车，來往貴陽至南寧車程縮短至最快3小時以內，同時結束河池不通高鐵的歷史，廣西正式實現市市通動車。

## 开行列车
2023年8月8日，随着貴南高鐵貴陽至荔波段的开通，重庆开行首趟直达荔波的高铁列车，车次为D6159次。8月31日，随着貴南高鐵全线开通运营，G4859次列车（重庆西站至南宁东站，由成都局集团重庆客运段负责客运任务）正式开行。

### 客流量
2023年8月8日至14日，貴南高鐵貴陽至荔波段累计发送旅客12.6万人次，日均1.8万人次。